# 永昌里 (鶯歌區)
永昌里是新北市鶯歌區轄下的一個里，包含22鄰，2017年有2894戶與9056人。永昌里是鶯歌的中心區之一，東鄰建國里、西鄰永吉里、南鄰尖山里、北鄰中湖里。

## 沿革
在日治時期屬於大湖的一部份，鶯歌鎮設立，將原來日治時期的大湖分為中湖里、東湖里及鳳鳴里三里。1960年時，復將鳳鳴、中湖、尖山等各里劃分出部分區域組成永昌里並沿用至今。

## 設施
永昌里的公共設施有昌福國小、鶯歌消防隊、正義籃球場、兒童公園，兒一公園及鶯歌陶瓷工藝園區。永昌里內有永福宮、鶯歌金龍寺、紫皇鳳母宮、鶯歌玄受宮等廟宇。永昌里里境內主要幹道有鶯桃路（110號縣道）、尖山埔路二段（北83號道路），其他重要道路包括建國路、國光街、永智街、永安街、永利街、永昌街、永明街、永新巷等。永昌里大部份為陶瓷生產業，並鄰近陶瓷老街，未來預計成立鶯歌陶瓷工藝園區，帶動鶯歌陶瓷業轉型。
永昌里轄內有昌福國民小學，1987年鶯歌國小高銘熾校長擔任該校設校籌備主任，總務主任趙福來策畫進行校地徵收。1999年8月1日正式奉准設校，是鶯歌最晚設置之初等教育機構。該校校地面積1.8148公頃，首任校長李明生。2001年第1期校舍工程開工，2003年校舍完成正式啟用，同年9月招收24班學生開始上課。2006年8月1日，李麗昭校長接任第2任校長，奉准設立資源班1班。及至2009年學校規模為教職員工編制58名、學級數34班、學生人數計1,035人。